# Bermuda International 1972
Die Bermuda International 1972 fanden vom 19. bis zum 21. April 1972 in Hamilton statt. Es war die neunte Austragung dieser internationalen Titelkämpfe der Bermudas im Badminton.

## Finalergebnisse
| Disziplin          | Sieger                      | Finalist                        | Ergebnis           |
| ------------------ | --------------------------- | ------------------------------- | ------------------ |
| Herreneinzel       | Hans Sandager               | Colin Orton                     | 18-16, 13-15, 15-8 |
| Dameneinzel        | Barbara Orton               | Pat Collins                     | 11-7, 11-0         |
| Herrendoppel       | Hans Sandager Colin Orton   | Len Daniel Colin Ayling         | 15-0, 15-4         |
| Damendoppel        | Barbara Orton Penny Webb    | Elizabeth Crayton Louise Leslie | 15-0, 10-15, 15-12 |
| Mixed              | Colin Orton Barbara Orton   | Hans Sandager Lillian Clegg     | 15-1, 15-10        |
| Mixed (restricted) | Eddie Gonigle Cathy Gonigle | Adrian Dawes Sue Brown          | 15-1, 15-10        |